# 37556 Svyaztie
37556 Svyaztie (cu numele provizoriu 1982 QP3) este un asteroid din centura principală.

## Descoperirea și descrierea asteroidului
Asteroidul, descoperit la 28 august 1982 de către astronomii Nikolai Stepanovici Cernîh și Brian G. Marsden la Observatorul Astrofizic din Crimeea, prezintă o orbită caracterizată de o semiaxă majoră egală cu 2,2953809 UA și o excentricitate de 0,2344746, înclinată la 5,40864° în raport cu ecliptica. Perioada orbitală este de 1.270,79 de zile (3,48 ani).

## Denumirea asteroidului
Svyaztie (pronunțat: [sviaztai]) este concatenarea cuvintelor din rusă SVIAZ (cu litere chirilice связь) și din engleză TIE, și care înseamnă „legătură”, „conexiune”, „afinitate”; numele atribuit asteroidului își propune să evidențieze cooperarea și prietenia dintre cei doi descoperitori capabili să treacă de barierele și politicile naționale.